# Columba (software)
Columba es un Cliente de correo electrónico de código abierto para sistemas operativos Unix-like y Windows, escrito en Java. Tiene una interfaz amigable con asistentes y soporte de internacionalización (It features a user-friendly graphical interface with wizards and internationalization support. Its a powerful email management tool)

## Características
Columba tiene varias funciones, incluyendo:
- Soporte de SMTP, POP3 e IMAP.
- Soporte de transmisión criptográfica SSL y TLS.
- Criptografía GPG
- Filtro de spam bayesiano proporcionado por SpamAssassin.[4]
- Libro de contactos con colección y completado automático de direcciones.
- soporte de importación de mensajes de entrada.
- filtrado de mensajes
- carpeta virtual[4]
- Skins, incluyendo integración GTK+.
- internacionalización y localización a más de 10 idiomas.[4][5]
- Calendarios[6]